# BMW Seria 2 Active Tourer
BMW Seria 2 Active Tourer (cod model F45/U06) este un monovolum executiv subcompact cu două rânduri de locuri produs de BMW din august 2014.